# بن تنيسون
بن تنيسون (بالإنجليزية: Ben Tennyson)‏ (اسمه الكامل بنجامين كيربي تنيسون (بالإنجليزية: Benjamin Kirby Tennyson)‏) هو بطل مجموعة مسلسلات بن 10.

## مظهره
بن هو فتى وسيم بشعر بني غامق (كستنائي) و عينان خضراوتان و بشرة فاتحة في الجزء الأصلي عام 2005 يرتدي بن قميصا أبيضا مخطط بالأسود و بنطال زيتي و حذاء أبيض و أسود
في إليين فورس و التميت إليين يرتدي بن قميصا أسود و معطفا أخضر و عليها الرقم 10 و بنطال جينز و حذاء رياضي
في أومنيفرس يرتدي قميص أسود منتصفه أخضر و مكتوب عليها 10 و بنطال بني و حذاء أخضر و في بعض الأحيان يرتدي معطفا أبيض
في الريبوت يرتدي قميص أعلاه أسود و عليه الرقم 10 و أسفله أخضر و بنطال زيتي و جوارب بيضاء و حذاء أسود

## شخصيته
في بن 10 الكلاسيكي :
بن هو ولد سفيه و وقح و لئيم و مزعج لكل من حوله لا يحترم الكبار و يتشاجر دوما مع قربيته غوين و يحب جمع بطاقات السومو سلامرز و يخاف المهرجين و يحلم أن يصبح بطلا خارقا رغم أنه يفتقر أساسيات البطولة كالشهامة و التواضع
يحاول بن في الحلقة الأولى إنقاذ طفل مسكين يتعرض للتنمر و ذلك ليجعل بن نفسه يبدو بطوليا و رائعا و قد ظن نفسه قويا و لكن ينتهي به الأمر إلى التعليق على شجرة بجانب ذلك الطفل الذي تنمر عليه الولدان كاش و جي تي ( JT ) 
بن فتى كسول في دراسته ليس قويا و يتعرض للإهانة كما ذكر أعلاه حتى أنه يخسر في ألعاب الفيديو لدرجة أنه قام بالغش ليجعل نفسه رابحا كما أنه قذر و لا يعتني بنظافته الشخصية و تفوح من ملابسه رائحة كريهة ( ملاحظة عنوان الفيديو A change of face من قناة اليوتيوب Ben 10 الانجليزية )
عندما يحصل بن على الساعة يقرر أن يساعد بها الآخرين لأنه يريد تقليد الأبطال الخارقين اللذين شاهدهم على التلفاز كما أن لديه ميل إلى التسرع و التهور و حل المشاكل بالعنف
يريد المسلسل أن يخبرنا بأن بن يتغير من فتى مزعج إلى محبوب و لكن هذا لا يجدي نفعا فما إن يتعلم درسا بأن يحترم الآخرين و يتحمل المسؤولية حتى يجده المشاهدين أنه نسي ذلك بعد حلقة أو حلقتين بل يصبح أسوأ في التعامل مع الناس أحيانا كثيرة
يرى بن نفسه أنه بطل الأبطال و هو الوحيد المفيد في العائلة رغم كل ما فعلاه كلا من جده ماكس و قريبته غوين لأجله
كثيرا ما يشتم الآخرين أو يسخر من معاناتهم لهذا من الصعب أن يحبه المشاهدون
بن 10 إليين فورس :
بعد مرور خمس سنوات على أحداث السلسلة الأصلية نرى بن البالغ من العمر 15 عاما و هنا الآن يصبح شخصا مراعيا و ناضجا يتحمل المسؤولية إلا أنه و بعد اكتشاف هويته السرية و أصبح بن مشهورا أصابه الغرور في رأسه و عاد لئيما مزعجا كما كان
بن 10 أومنيفرس :
يصبح بن شخصا أخرق إذ أنه كثيرا يتحول إلى فضائي لا يريده بشكل غير مقصود كما أنه عقله صغير و يتصرف كما لو كان طفلا يقول أشياء مثل " لقد أنقذت العالم مليون مرة " فهو يحب التباهي و التفاخر و هو مغرور جدا لكنه أصبح أكثر مراعاة و إحساس بالآخرين و لديه بعض من لحظات الحكمة
بن 10 ريبوت : ( 2016 )
بن فتى مدلل و كسول و مزعج و لا يهتم بنظافته لا يستمع للنصائح حتى لو أدى عدم الاستماع إلى مشاكل كارثية إلا أنه في الوقت الصعب يصبح حازما و مسؤولا كما أنه يحب عائلته أكثر من أي شيء في العالم

## أصواته

### كفتى
- تارا سترونج (مؤدية الصوت في بن 10, مؤدية الصوت في بن 10: ألتيمت إليين، مؤدية الصوت في بن 10: أومنيفرس)
- هزار الحرك (المدبلجة العربية في بن 10)
- رنا الرفاعي (المدبلجة العربية في بن 10: ألتيمت إليين، المدبلجة العربية في بن 10: أومنيفرس (الصوت الأول))
- ميرنا الحسيني (المدبلجة العربية في بن 10: أومنيفرس (الصوت الثاني))

### كمراهق
- يوري لوينثال (مؤدي الصوت في بن 10: إليين فورس، مؤدي الصوت في بن 10: ألتيمت إليين، مؤدي الصوت في بن 10/جينيرايتور ريكس: اتحاد الأبطال، مؤدي الصوت في بن 10: أومنيفرس)
- عبدو حكيم (المدبلج العربي في بن 10: إليين فورس، المدبلج العربي في بن 10: ألتيمت إليين، المدبلج العربي في بن 10/جينيرايتور ريكس: اتحاد الأبطال، المدبلج العربي في بن 10: أومنيفرس)

## تحولاته

### أول ظهور في Ben 10
- هيتبلاست (Heatblast)
  - أصواته: ستيفن بلوم (مؤدي الصوت في Ben 10), دي برادلي بيكر (مؤدي الصوت في Ben 10: Ultimate Alien), ديفيد كاي (مؤدي الصوت في Ben 10: Omniverse)
- وايلدمات (Wildmutt)
  - أصواته: دي برادلي بيكر (مؤدي الصوت في Ben 10, مؤدي الصوت في Ben 10: Ultimate Alien، مؤدي الصوت في Ben 10: Omniverse)
- دياموندهيد (Diamondhead)
  - أصواته: جيم وارد (مؤدي الصوت في Ben 10), دي برادلي بيكر (مؤدي الصوت في Ben 10: Alien Force، مؤدي الصوت في Ben 10: Ultimate Alien), إريك بوذا (مؤدي الصوت في Ben 10: Omniverse)
- إكس إل آر 8 (XLR8)
  - أصواته: جيم وارد (مؤدي الصوت في Ben 10), يوري لوينثال (مؤدي الصوت في Ben 10: Omniverse)
- غراي ماتر (Grey Matter)
  - أصواته: ريتشارد هورفيتز (مؤدي الصوت في Ben 10), إريك بوذا (مؤدي الصوت في Ben 10: Omniverse)
- فور آرمز (Four Arms)
  - أصواته: ريتشارد مكغوناغل (مؤدي الصوت في Ben 10), دي برادلي بيكر (مؤدي الصوت في Ben 10: Ultimate Alien), جون ديماغيو (مؤدي الصوت (تحول بن الفتى) في Ben 10: Ultimate Alien، مؤدي الصوت في Ben 10: Omniverse)
- ستينكفلاي (Stinkfly)
  - أصواته: دي برادلي بيكر (مؤدي الصوت في Ben 10, مؤدي الصوت في Ben 10: Ultimate Alien، مؤدي الصوت في Ben 10: Omniverse)
- ريبجوز (Ripjaws)
  - أصواته: فريد تاتاشور (مؤدي الصوت في Ben 10), إريك بوذا (مؤدي الصوت في Ben 10: Omniverse)
- أبغريد (Upgrade)
  - أصواته: تارا سترونج (مؤدية الصوت في Ben 10), يوري لوينثال (مؤدي الصوت في بن 10/جينيرايتور ريكس: اتحاد الأبطال)
- غوستفريك (Ghostfreak)
  - أصواته: ستيفن بلوم (مؤدي الصوت في Ben 10), جيف بينيت (مؤدي الصوت في Ben 10: Alien Force، مؤدي الصوت في Ben 10: Ultimate Alien)
- كانونبولت (Cannonbolt)
  - أصواته: فريد تاتاشور (مؤدي الصوت في Ben 10), دي برادلي بيكر (مؤدي الصوت في Ben 10: Alien Force، مؤدي الصوت في Ben 10: Ultimate Alien)، ديفيد كاي (مؤدي الصوت في Ben 10: Omniverse)
- وايلدفاين (Wildvine)
  - أصواته: جيم وارد (مؤدي الصوت في Ben 10), دي برادلي بيكر (مؤدي الصوت في Ben 10: Omniverse)
- بليتزوولفر (Blitzwolfer) (إسمه السابق بنوولف (Benwolf))
  - أصواته: تارا سترونج (مؤدية الصوت في Ben 10), كيفن مايكل ريتشاردسون (مؤدي الصوت في Ben 10: Omniverse)
- سنيرو (Snare-oh)
  - أصواته: ريتشارد غرين (مؤدي الصوت في Ben 10), كيفن مايكل ريتشاردسون (مؤدي الصوت في Ben 10: Omniverse)
- أبتشاك (Upchuck)
  - أصواته: ديف ويتنبرغ (مؤدي الصوت في Ben 10), دي برادلي بيكر (مؤدي الصوت في Ben 10: Alien Force، مؤدي الصوت في Ben 10: Ultimate Alien)، إريك بوذا (مؤدي الصوت في Ben 10: Omniverse)
- آي غاي (Eye Guy)
  - أصواته: دي برادلي بيكر (مؤدي الصوت في Ben 10), بول أيدينغ (مؤدي الصوت في Ben 10: Omniverse)

### أول ظهور في Ben 10: Alien Force
- سوامبفاير (Swampfire)
  - أصواته: دي برادلي بيكر (مؤدي الصوت في Ben 10: Alien Force، مؤدي الصوت في Ben 10: Ultimate Alien)
- إيكو إيكو (Echo Echo)
  - أصواته: دي برادلي بيكر (مؤدي الصوت في Ben 10: Alien Force، مؤدي الصوت في Ben 10: Ultimate Alien)
- هيومنغوسور (Humungousaur)
  - أصواته: دي برادلي بيكر (مؤدي الصوت في Ben 10: Alien Force، مؤدي الصوت في Ben 10: Ultimate Alien، مؤدي الصوت في بن 10/جينيرايتور ريكس: اتحاد الأبطال)، جون ديماغيو (مؤدي الصوت في Ben 10: Omniverse)
- جيتراي (Jetray)
  - أصواته: دي برادلي بيكر (مؤدي الصوت في Ben 10: Alien Force، مؤدي الصوت في Ben 10: Ultimate Alien)
- بيغ تشيل (Big Chill)
  - أصواته: دي برادلي بيكر (مؤدي الصوت في Ben 10: Alien Force، مؤدي الصوت في Ben 10: Ultimate Alien، مؤدي الصوت في Ben 10: Omniverse)، عبدو حكيم (المدبلج العربي في Ben 10: Alien Force، المدبلج العربي في Ben 10: Ultimate Alien)
- كروماستون (Chromastone)
  - أصواته: دي برادلي بيكر (مؤدي الصوت في Ben 10: Alien Force، مؤدي الصوت في Ben 10: Ultimate Alien، مؤدي الصوت في Ben 10: Omniverse)
- برينستورم (Brainstorm)
  - أصواته: دي برادلي بيكر (مؤدي الصوت في Ben 10: Alien Force، مؤدي الصوت في Ben 10: Ultimate Alien), كوري برتون (مؤدي الصوت في Ben 10: Omniverse)
- سبايدرمونكي (Spidermonkey)
  - أصواته: دي برادلي بيكر (مؤدي الصوت في Ben 10: Alien Force، مؤدي الصوت في Ben 10: Ultimate Alien، مؤدي الصوت في Ben 10: Omniverse)، عبدو حكيم (المدبلج العربي في Ben 10: Alien Force، المدبلج العربي في Ben 10: Ultimate Alien)
- غوب (Goop)
  - أصواته: دي برادلي بيكر (مؤدي الصوت في Ben 10: Alien Force، مؤدي الصوت في Ben 10: Ultimate Alien، مؤدي الصوت في Ben 10: Omniverse)
- إليين إكس (Alien X)
- واي بيغ (Way Big)
  - أصواته: دي برادلي بيكر (مؤدي الصوت في Ben 10: Alien Force، مؤدي الصوت في Ben 10: Ultimate Alien)، إريك بوذا (مؤدي الصوت في Ben 10: Omniverse)
- لودستار (Lodestar)
  - أصواته: دي برادلي بيكر (مؤدي الصوت في Ben 10: Alien Force، مؤدي الصوت في Ben 10: Ultimate Alien، مؤدي الصوت في Ben 10: Omniverse)
- راث (Rath)
  - أصواته: جون ديماغيو (مؤدي الصوت في Ben 10: Alien Force، مؤدي الصوت في Ben 10: Ultimate Alien، مؤدي الصوت في Ben 10: Omniverse)
- ألتيميت سوامبفاير (Ultimate Swampfire)
  - أصواته: دي برادلي بيكر (مؤدي الصوت في Ben 10: Alien Force، مؤدي الصوت في Ben 10: Ultimate Alien)

### أول ظهور في Ben 10: Ultimate Alien
- ألتيميت سبايدرمونكي (Ultimate Spidermonkey)
  - أصواته: دي برادلي بيكر (مؤدي الصوت)
- ألتيميت بيغ تشيل (Ultimate Big Chill)
  - أصواته: دي برادلي بيكر (مؤدي الصوت)
- نانوميك (Nanomech)
  - أصواته: دي برادلي بيكر (مؤدي الصوت في Ben 10: Ultimate Alien، مؤدي الصوت في Ben 10: Omniverse)
- ألتيميت هيومنغوسور (Ultimate Humungousaur)
  - أصواته: دي برادلي بيكر (مؤدي الصوت)
- واتر هازرد (Water Hazard)
  - أصواته: دي برادلي بيكر (مؤدي الصوت في Ben 10: Ultimate Alien، مؤدي الصوت في Ben 10: Omniverse)
- ألتيميت كانونبولت (Ultimate Cannonbolt)
  - أصواته: دي برادلي بيكر (مؤدي الصوت)
- أمبفيبيان (AmpFibian)
  - أصواته: يوري لوينثال (مؤدي الصوت في أول حلقة له في Ben 10: Ultimate Alien، مؤدي الصوت في Ben 10: Omniverse)، دي برادلي بيكر (مؤدي الصوت في بقية حلقات Ben 10: Ultimate Alien)
- آرمدريلو (Armodrillo)
  - أصواته: دي برادلي بيكر (مؤدي الصوت في Ben 10: Ultimate Alien) جون ديماغيو (مؤدي الصوت في Ben 10: Omniverse)
- ألتيميت سوامبفاير (Ultimate Swampfire)
  - أصواته: دي برادلي بيكر (مؤدي الصوت)
- ألتيميت إيكو إيكو (Ultimate Echo Echo)
  - أصواته: دي برادلي بيكر (مؤدي الصوت)
- تيراسبين (Terraspin)
  - أصواته: دي برادلي بيكر (مؤدي الصوت في Ben 10: Ultimate Alien)، بمبر روبنسون (مؤدي الصوت في Ben 10: Omniverse)
- إن آر جي (NRG)
  - أصواته: دي برادلي بيكر (مؤدي الصوت في Ben 10: Ultimate Alien، مؤدي الصوت في Ben 10: Omniverse)
- جوري ريغ (Jury Rigg)
  - أصواته: دي برادلي بيكر (مؤدي الصوت في Ben 10: Ultimate Alien)، بمبر روبنسون (مؤدي الصوت في Ben 10: Omniverse)، عبدو حكيم (المدبلج العربي في Ben 10: Omniverse)

### أول ظهور في Ben 10: Omniverse
- فيدباك (Feedback)
  - أصواته: يوري لوينثال (مؤدي الصوت)، حسان حمدان (المدبلج العربي)
- بلوكس (Bloxx)
  - أصواته: بمبر روبنسون (مؤدي الصوت)، حسان حمدان (المدبلج العربي)
- شوكسكواتش (Shocksquatch)
  - أصواته: دي برادلي بيكر (مؤدي الصوت في بن 10/جينيرايتور ريكس: اتحاد الأبطال)، ديفيد كاي (مؤدي الصوت في Ben 10: Omniverse)
- غرافاتاك (Gravattack)
  - أصواته: ديفيد كاي (مؤدي الصوت)
- كراشهوبر (Crashhopper)
  - أصواته: دي برادلي بيكر (مؤدي الصوت)
- بول ويفل (Ball Weevil)
  - أصواته: بمبر روبنسون (مؤدي الصوت)، رنا الرفاعي (المدبلجة العربية)
- وولكاتراوت (Walkatrout)
  - أصواته: يوري لوينثال (مؤدي الصوت)
- بيسكي داست (Pesky Dust)
  - أصواته: يوري لوينثال (مؤدي الصوت في حلقة «إذاً فهي الحرب»)، تارا سترونج (مؤدية الصوت في بقية الحلقات)
- مولستاش (Molestache)
  - أصواته: يوري لوينثال (مؤدي الصوت)
- ذا وورست (The Worst)
  - أصواته: يوري لوينثال (مؤدي الصوت)
- كيكين هوك (Kickin Hawk)
  - أصواته: يوري لوينثال (مؤدي الصوت)

## نسخ بديلة

### بن 10000
- أصواته: فريد تاتاشور (مؤدي الصوت في حلقة "Ben 10,000" من Ben 10), جاد نيلسون (مؤدي الصوت في حلقة «بن من جديد» من Ben 10: Omniverse)

### بن 23
- أصواته: تارا سترونج (مؤدية الصوت)، رنا الرفاعي (المدبلجة العربية)